# Der Formel Eins Film
Der Formel Eins Film ist eine deutsche Filmkomödie aus dem Jahr 1985 rund um die damalige ARD-Musiksendung Formel Eins. Sie wurde unter der Regie von Wolfgang Büld für die Bavaria Atelier GmbH in Geiselgasteig und den Westdeutschen Rundfunk gedreht. Der Film wurde am 5. Juli 1985 erstmals im Kino gezeigt.

## Handlung
Die junge Automechanikerin Tina träumt von einer Karriere als Popsängerin. Sie versucht ihr Glück mit ihrem Demotape bei der von Ingolf Lück moderierten Musiksendung Formel Eins. Dort gerät sie an den Musikproduzenten Jim und seinen Star Günther Sigl von der Spider Murphy Gang. Sie lernt auch den Produktionsassistenten Stevie kennen, der versehentlich ihr Tape löscht und in den sie sich später verliebt. Als Meat Loaf in seiner Garderobe randaliert und Tina ihn beruhigen kann, wird sie als Starbetreuerin angestellt und lernt Re-Flex, Pia Zadora, Falco, Limahl und Katrina and the Waves kennen. Stevie, Fahrer eines Generals bei der Bundeswehr, ist mittlerweile desertiert, weil er glaubt, dass Tina Limahl heiraten will. Am Ende kommt es auf dem Bavaria-Gelände zu wilden Verfolgungsszenen, weil der General und seine Truppen Stevie auf dem Set eines Kriegsfilms suchen, während Limahl von einer erfolglosen Punkband und ihrem Manager verfolgt wird.

## Filmmusik
In dem Film ist Musik von Die Toten Hosen, Limahl, Falco, Meat Loaf, Pia Zadora, Katrina and the Waves, Re-Flex, Sissy Kelling und The Flirts zu hören. Zu dem Film wurde auch ein Soundtrack-Album veröffentlicht.
Die Toten Hosen treten im Film als Running Gag in verschiedenen Verkleidungen und mit unterschiedlichen Namen auf. Die bandeigenen Musiktitel wurden von Jon Caffery produziert und 1985 als EP unter dem Titel The Battle of the Bands herausgebracht.
Titelliste:
1. Ricky Curl and The Standing Ovations: Faust in der Tasche – 3:54
(Musik: Campino, Andreas von Holst / Text: Campino)
2. The Evil Kids: Head over Heels – 4:05
(Trini Trimpop / Campino)
3. Die Flinger Domspatzen: Schöne Bescherung – 2:22
(Michael Breitkopf, Campino, von Holst, Trimpop / Campino)
4. Little Pepito and The Swinging Pesetas: La Historia del Pescador Pepe – 3:17
(Breitkopf, Campino, von Holst, Andreas Meurer, Trimpop / Campino)
5. Die Pebbles: Vom Surfen und vom Trinken – 2:48
(Breitkopf / Campino)

## Kritik
Bei Kino.de wird Der Formel Eins Film als Film zu einer deutschen Fernsehshow mit Kultcharakter, mit vielen Popstars und viel Musik geführt, „dessen Schwächen in Story und Dialog nicht weiter ins Gewicht fallen“.
Filmdienst.de beschreibt den Film als eine „mißlungene Aufbereitung einer erfolgreichen Fernseh-Jugendmusiksendung für die Leinwand“ und meint, dass der Versuch eines jungen Mädchens, in die Sendung zu kommen, eine Liebesgeschichte und zahlreiche Musiknummern „diffus aneinandergereiht“ seien.